# Let's Go (album)
Albums de Rancid
Rancid
(1993) ...And Out Come the Wolves
(1995)
Let's Go est le second album du groupe de punk rock californien Rancid ainsi que le premier véritable succès du groupe notamment grâce à son single Salvation. Il a été produit par Brett Gurewitz, le guitariste de Bad Religion. C'est également leur premier disque en compagnie de leur nouveau guitariste Lars Frederiksen s'ajoutant au trio pour former un quatuor. L'album s'est classé à la 97e place du Billboard et il est devenu disque d'or en juillet 2000. Il compte actuellement plus de 500 000 ventes dans le monde.

## Liste des pistes
Les chansons ont été écrites par Armstrong et Freeman excepté Radio, Side Kick, Burn, St. Mary et Name.
1. Nihilism – 2:02
2. Radio (Armstrong/Freeman/Billie Joe Armstrong) – 2:51
3. Side Kick – 2:01 (Armstrong/Erica White)
4. Salvation – 2:54
5. Tenderloin – 1:32
6. Let's Go – 1:26
7. As One – 1:34
8. Burn (Armstrong/Freeman/Raider) – 2:11
9. The Ballad Of Jimmy & Johnny – 1:39
10. Gunshot – 1:50
11. I Am The One – 1:57
12. Gave It Away – 1:13
13. Ghetto Box – 1:11
14. Harry Bridges – 2:21
15. Black & Blue – 1:59
16. St. Mary (Armstrong/Freeman/Frederiksen) – 2:09
17. Dope Sick Girl – 2:15
18. International Cover-Up – 1:44
19. Solidarity – 1:31
20. Midnight – 1:55
21. Motorcycle Ride – 1:20
22. Name (Armstrong/Freeman/Eric Dinn) – 2:12
23. 7 Years Down – 2:35